# Roh Jeong-eui
Noh Jeong-eui (en hangul, 노정의; hanja: 盧正義; RR: No Jeong-ui; n. 31 de julio de 2001) es una actriz, modelo y MC surcoreana.

## Carrera
Es miembro de la agencia Namoo Actors (나무엑터스).
Es conocida por su interpretación de Dong-i en la película del año 2016 Phantom Detective.
En marzo del 2019 se unió al elenco de la serie Kill It, donde dio vida a la joven estudiante Kang Seul-gi, la protegida de Kim Soo-hyeon (Jang Ki-yong), hasta el final de la serie el 28 de abril del mismo año.
El 21 de septiembre del 2020 se unió al elenco de la serie 18 Again, donde interpretó a Hong Si-ah, la hija de Hong Dae-young (Yoon Sang-hyun) y Jung Da-jung (Kim Ha-neul), hasta el final de la serie el 10 de noviembre del mismo año.
El agosto de 2021 se unió al elenco principal del spin-off de Love Playlist: Dear.M donde dará vida a Seo Ji-mi. Originalmente la actriz Kim Sae-ron había dado vida a Ji-mi durante la cuarta temporada de Love Playlist; sin embargo, debido a diferencias, decidió abandonar la serie, por lo que fue reemplazada por Jeong-eui.
Ese mismo año se unió al elenco de la serie Our Beloved Summer (también conocida como "Us That Year") donde interpretó a NJ, una idol top que se está preparando para el segundo acto de su vida. Es una joven famosa con una apariencia hermosa y habilidades increíbles.
En 2024 fue una de las protagonistas del filme de Netflix Cazadores en tierra inhóspita, con el papel de Han Su-na, una joven que se separa de su abuela mientras se dirige a su nuevo hogar, guiada por la promesa de un grupo de voluntarios de contar con agua potable y alimentos. La película fue número uno en la plataforma tras su estreno. Ese mismo año continuó su colaboración con la plataforma Netflix a través de la serie de temática juvenil Jerarquía, también protagonizada por ella. Ese mismo año, también en Netflix, protagonizó la serie Jerarquía, ambientada en una escuela secundaria de élite.

## Filmografía

### Películas
| Año  | Título                        | Papel         | Ref.          |
| ---- | ----------------------------- | ------------- | ------------- |
| 2011 | I Am a Dad                    | Na Ye-seul    |               |
| 2015 | The Phone                     | Go Kyung-rim  |               |
| 2016 | Phantom Detective             | Dong-i        |               |
| 2018 | Fantasy Of The Girls          | Bong Seon-hwa | [ 13 ]        |
| 2020 | The Day I Died: Unclosed Case | Se-jin        |               |
| 2022 | I Want to Know Your Parents   | Nam Ji-ho     | [ 14 ]        |
| 2024 | Cazadores en tierra inhóspita | Han Su-na     | [ 15 ] [ 16 ] |

### Series de televisión
| Año     | Título                             | Rol                            | Canal      | Ref.                 |
| ------- | ---------------------------------- | ------------------------------ | ---------- | -------------------- |
| 2011    | Bachelor's Vegetable Store         | Han Tae-in (niña)              | Channel A  |                      |
| 2012    | Dream High 2                       | Shin Hae-poong                 | KBS2       |                      |
| 2012    | Operation Proposal                 | Ham Ee-seul                    | TV Chosun  |                      |
| 2012    | The King's Doctor                  | Kang Ji-nyung/Yeong-dal (niña) | MBC        |                      |
| 2012    | Full House Take 2                  | Jang Man-ok (niña)             | SBS Plus   |                      |
| 2012    | Cheer Up, Mr. Kim!                 | Nam Song-ah                    | KBS1       |                      |
| 2013    | The Firstborn                      | Lee Ji-sook                    | JTBC       |                      |
| 2014    | Drama Special - Pretty! Oh Man-bok | Kwon Ha-eun                    | KBS        |                      |
| 2014    | Angel Eyes                         | Yoon Soo-wan                   | SBS        |                      |
| 2014    | Store Struck By Lightning Season 2 |                                | Tooniverse |                      |
| 2014    | Pinocchio                          | Choi In-ha (adolescente)       | SBS        |                      |
| 2016    | The Flower in Prison               | Yoon Shin-hye (adolescente)    | MBC        |                      |
| 2017    | Live Up to Your Name               | Oh Ha-Ra                       | tvN        |                      |
| 2017    | Witch at Court                     | Ma Yi-deum adolescente         | KBS2       |                      |
| 2019    | Kill It                            | Kang Seul-gi                   | OCN        |                      |
| 2019    | The Great Show                     | Han Da-jeong                   | tvN        |                      |
| 2020    | 18 Again                           | Hong Si-ah                     | JTBC       |                      |
| 2021    | Dear.M                             | Seo Ji-min                     | KBS2       | [ 17 ] [ 18 ]        |
| 2021-22 | Our Beloved Summer                 | NJ                             | SBS        | [ 19 ]               |
| 2024    | Jerarquía                          | Jung Jae-yi                    | Netflix    | [ 12 ] [ 11 ]        |
| 2025    | La bruja                           | Park Mi-jeong                  | Channel A  | [ 20 ] [ 21 ] [ 22 ] |
| 2025    | Crushology 101                     | Bunny                          | MBC        | [ 23 ] [ 24 ] [ 25 ] |

### Presentadora
| Año  | Programa | Notas                                          |
| ---- | -------- | ---------------------------------------------- |
| 2022 | Inkigayo | copresentadora - junto a Yeonjun y Seo Bum-jun |

### Revistas / Sesiones fotográficas
| Año  | Título        | Notas |
| ---- | ------------- | ----- |
| 2020 | ELLE Magazine |       |

## Premios y nominaciones
| Año  | Premio                      | Categoría              | Papel              | Resultado | Ref.                 |
| ---- | --------------------------- | ---------------------- | ------------------ | --------- | -------------------- |
| 2019 | 1st OCN Award               | The Capability Award   | Kill It            | Nominada  | [ 27 ]               |
| 2021 | 2021 SBS Drama Award        | Best New Actress       | Our Beloved Summer | Ganadora  | [ 28 ]               |
| 2025 | 61.os Premios Baeksang Arts | Mejor actor revelación | La bruja           | Pendiente | [ 29 ] [ 30 ] [ 31 ] |